# Hugh Lyon Playfair
Hugh Lyon Playfair (20 février 1787 - 19 janvier 1861) est un homme politique écossais, officier de l'armée et pionnier de la photographie. Il est prévôt de St Andrews de 1842 jusqu'à sa mort en 1861.

## Biographie
Il est né à Meigle dans le Perthshire, le troisième fils de Margaret Lyon et du révérend James Playfair. Il fait ses études à la Dundee Grammar School. Plus tard, il fait ses études à l'Université de St Andrews. En 1804, il est engagé dans le Bengal Horse Artillery. Après sa commission, il est envoyé à l'Université d'Édimbourg pour trois mois pour une formation en télémétrie et en balistique. Il sert en Inde de 1805 à 1817 et de 1820 à 1834. Il est initialement basé à Calcutta, mais en novembre 1806, il entreprend une marche de 800 milles avec sa brigade à Kanpur. En mars 1807, le général John Horsford le place à la tête des troupes à Bareli et doit réprimer le chef des voleurs Tumon Singh à Oudh. En novembre 1807, il est nommé responsable de l'artillerie à cheval à Agra et entreprend en 1809 une longue marche vers Saharanpur. En 1811, il est transféré à Meerut et doit superviser le siège de la forteresse de Nalapani. Il est blessé deux fois pendant le siège mais réussit à capturer la forteresse.
En raison de sa mauvaise santé, il est renvoyé en Grande-Bretagne pour récupérer son navire amarré à Sainte-Hélène. En route, il rencontre Napoléon. Sa deuxième période de service en Inde est beaucoup moins mouvementée.
En 1834, il se retire de l'armée à St Andrews où il est prévôt de 1842 jusqu'à sa mort en 1861. Comme prévôt, il est crédité de la construction de la bibliothèque publique de St Andrews, il accepte que le réseau ferroviaire (St Andrews Railway) soit étendu pour desservir la ville et obtient diverses subventions pour améliorer l'Université de St Andrews. Il relance également St Andrews Golf Club qui était tombé en ruine dans les années 1850 en raison d'une sous-utilisation. En son temps, St Andrews "s'est transformé en un quartier moderne et prospère".
En 1856, il est fait chevalier, et la même année, il reçoit un doctorat honorifique de docteur en droit (LL. D) par l'Université de St Andrews.
Playfair s'intéresse à la photographie au cours de ses années pionnières et travaille avec David Brewster pour développer le processus de calotype. Bien qu'il ne soit pas membre, Playfair est l'un des fondateurs du Edinburgh Calotype Club l'une des premières sociétés photographiques au monde (1843).
Il meurt chez lui à St Andrews le 19 janvier 1861 et est enterré sur le mur nord du cimetière de la cathédrale de St Andrews, sous un grand monument blanc distinctif, avec un motif militaire.

## Famille
Il épouse Jane Dalgelish (1798-1872), fille de William Dalgleish de Scotscraig, Fife, le 10 juillet 1809. Ensemble, ils ont cinq filles et six fils. Il est l'oncle du Dr William Smoult Playfair, de Robert Lambert Playfair et de Lyon Playfair (1er baron Playfair) nommé en son honneur. Son petit-fils, Elliot Minto Playfair (1826-1899), est lieutenant-général de la Royal Artillery.

## Distinctions
- Knight Bachelor